# Marcus Kiepe
Marcus Kiepe (* 1966 in Schwelm) ist ein deutscher Schauspieler, der seit 2009 dem Ensemble des Wiener Burgtheaters angehört.

## Leben
Kiepe ist in Wuppertal aufgewachsen, am dortigen Schauspielhaus der Wuppertaler Bühnen spielte er bereits während seines Zivildienstes kleinere Rollen. Auch war er Mitgründer eines kleinen Privattheaters (Theater in Cronenberg) in Wuppertal, bevor er am Stadttheater Pforzheim ein erstes Festengagement annahm. Weitere Stationen waren das Oldenburgische Staatstheater, das Schauspiel Köln und das Düsseldorfer Schauspielhaus, wo er unter anderem in der Inszenierungen von Thirza Bruncken, Günter Krämer, Werner Schroeter und Janusz Wisniewski auftrat.
Ab 2000 war er am Schauspielhaus Bochum verpflichtet, wo er in der Kultproduktion Helges Leben von Sibylle Berg im Theater unter Tage spielte. Diese Produktion wurde im Juni 2001 auch zu den 26. Mülheimer Theatertagen eingeladen. Von 2005 bis 2009 war am Schauspielhaus Zürich engagiert. 2009 übersiedelte der Schauspieler – gemeinsam mit Direktor Matthias Hartmann – ans Burgtheater, wo er sogleich in zwei Hartmann-Inszenierungen zu sehen war: als Lucky in Warten auf Godot und als Kapitän in Immanuel Kant.
In zwei legendären Andrea-Breth-Inszenierungen mit August Diehl in der Hauptrolle übernahm er Nebenrollen, im Prinzen Friedrich von Homburg den Rittmeister von der Golz, im Hamlet  den Cornelius, den Wachsoldaten Francisco und einen englischen Gesandten. Im Volksmärchen Der gestiefelte Kater spielte er den König Franz, in der höchst erfolgreichen Burgproduktion Spatz und Engel assistierte er Maria Happel als Edith Piaf und Sona MacDonald als Marlene Dietrich. Im März 2014 war er in der umstrittenen, sechsstündigen Frank-Castorf-Inszenierung von Hans Henny Jahnns Krönung Richard III. beteiligt. Alle fünf Produktionen stehen nach wie vor am Spielplan der Burg.
Kiepe steht auch regelmäßig für TV-Serien und -Filme vor der Kamera, gelobt wurde er insbesondere für die Hauptrolle im Diplomfilm Wilfried Neuss – Eine Sinfonie in fünf Sätzen von Niki Drozdowski. Er ist auch als Sprecher für Hörspiele und Hörbücher tätig, einen besonderen Erfolg konnte er als Oscar Wilde in Merlin Hollands Dokumentardrama Oscar Wilde im Kreuzverhör erzielen.

## Hörspiele
- 2013: Daniel Kehlmann: Geister in Princeton – Regie: Norbert Schaeffer (NDR)